# Marta Ribera
Marta Ribera (Gerona, 1971) es una actriz principalmente dedicada al teatro musical. Cursa desde los 4 años estudios de danza clásica (Royal Academy of Dance), solfeo (Conservatorio Isaac Albéniz), danza contemporánea, interpretación y comedia musical.

## Teatro
- 1994/95 – El libro de la selva (papel: Bagheera). Dirigido por Ricard Reguant.[1]
- 1995/95 – The Rocky Horror Show, de Richard O'Brien (papel: Magenta). Dirigido por Ricard Reguant.
- 1996/97 – West Side Story, de Arthur Laurents, Leonard Bernstein yStephen Sondheim (papel: Anita). Dirigido por Ricard Reguant.
- 1998/99 – Grease, de Jim Jacobs y Warren Casey (papel: Rizzo) Dirigido por Luis Ramírez.
- 1999 - La Magia de Broadway. Dirigido por Luis Ramírez.
- 1999-00 – Peter Pan (papel: Miss Darling). Dirigido por Luis Ramírez.
- 2000-01 – Annie, de Charles Strouse, Martin Charnin y Thomas Meehan (papel: Grace Farrell).
- 2001-02 – Hermanos de sangre, de Willy Russell (papel: Mrs. Johnstone). Dirigido por Luis Ramírez.
- 2001 – Falsettos de James Lapine y William Finn (papel: Tina). Dirigido por Luis Ramírez.
- 2000-01 – Jekyll & Hyde, de Frank Wildhorn y Leslie Bricusse (papel: Lucy). Dirigido por Luis Ramírez.
- 2002-03 – Peter Pan (papeles: Narradora y Miss Darling). Dirigido por Luis Ramírez
- 2006 - La noche de Cole Porter. Dirigido por Daniel Anglés
- 2007-08 – Cabaret, de John Kander, Fred Ebb y Joe Masteroff (papel: Sally Bowles). Dirigido por Bt McNicholl[2]
- 2008 - El Quijote contra el Ángel Azul (papel: Doucy Nelle). Dirigido por Jérôme Savary
- 2008-09 – Monty Python's Spamalot, de Eric Idle. (papel: La Dama del Llac) Dirigido por Tricicle. Teatro Victoria.
- 2011 - Chicago (papel: Velma Kelly)[3] Dirigido por Nigel West
- 2012 - El Último Jinete (papel: Al-Kansha). Dirigido por Víctor Conde
- 2013 - Ay Carmela! (papel: Narradora). Dirigido por Andrés Lima
- 2014 - The Hole 2 (papel: Mª del Mar). Dirigido por Víctor Conde
- 2015-16 Cabaret, de John Kander, Fred Ebb y Joe Masteroff (papel: Frau Schneider). Dirigido por Jaime Azplilicueta.
- 2016 - The Hole Zero (papel: Lina). Dirigido por Víctor Conde[4]
- 2018 - Grandes éxitos. Dirigido por Juan Carlos Rubio[5]
- 2019 - El jovencito frankestein. (papel: Elizabeth Benning) Dirigido por Esteve Ferrer.[6]
- 2021 - La vida en pedazos. Dirigido por Xènia Reguant.[7]
- 2022 - Els colors de Duke Ellington. (papel: Coreografia) Dirigido por Marcel Tomàs.[8]
- 2021-23 - Company. (papel: Joanne) Dirigido por Antonio Banderas[9]
- 2024 - Gypsy (papel: Rose) Dirigido por Antonio Banderas[10]

## Televisión
- 1997 - Bajo el signo de Libra (papel: Rosa). Director: Ricardo Reguante. TV3
- 2004/2006 - Un paso Adelante (Papel: Eva). Director: Jesús del Cerro y Juanma Pachón. Antena 3
- 2005 - Mis Adorables Vecinos (Papel: Cris). Director: Pablo Barrera. Antena 3
- 2006 - Fuera de Control (Papel: Cris). Director: Pablo Barrera. TVE1
- 2008 - Zoo (Papel: Rocío). Director. Jesús Segura. TV3

## Cortos
- 2005 - Mc Guggin. Director. Juanma Pachón

## Premios
- Premio Teatro Musical de Madrid, Mejor actriz de reparto (2016)
- Premios Gran Vía de teatro. Mejor actriz (2010)[11]
- Premio Butaca. Mejor actriz de teatro musical (2003)[12]